# Ookla
Ookla, LLC es una empresa estadounidense especializada en servicios de diagnóstico de Internet, con sede en Kalispell, Montana. La compañía ofrece herramientas para medir la velocidad y el ancho de banda de las conexiones a Internet, así como para obtener estadísticas tanto a nivel local como internacional, disponibles en 23 idiomas.
El servicio es utilizado por grandes y pequeñas empresas, como EPM, Telmex y Telefónica, permitiéndoles disponer de su propio medidor de velocidad.
En conjunto, se generan más de 20 millones de pruebas de velocidad cada mes utilizando el software de Ookla.

## Speedtest.net
Speedtest.net, también conocido como Speedtest por Ookla o simplemente Speedtest, es un servicio web que proporciona un análisis gratuito de métricas de rendimiento de acceso a Internet, tales como la velocidad de conexión y la latencia. Es el producto insignia de Ookla, una empresa de pruebas web y diagnósticos de red fundada en 2006, con sede en Seattle, Washington, Estados Unidos.
El servicio mide el rendimiento de la conexión a Internet en términos de velocidad de transferencia de datos y latencia, comparando los resultados con uno de los más de 16,000 servidores geográficamente dispersos (a partir de diciembre de 2023). Cada prueba mide la velocidad de descarga, es decir, desde el servidor hasta la computadora del usuario, y la velocidad de carga, es decir, desde la computadora del usuario hasta el servidor. Las pruebas se realizan dentro del navegador web del usuario o mediante aplicaciones móviles. Al 17 de febrero de 2024, se han completado más de 52.3 mil millones de pruebas de velocidad de Internet.
Anteriormente, las pruebas se realizaban a través de HTTP. Para mejorar la precisión, Speedtest.net ahora realiza las pruebas mediante un protocolo personalizado sobre sockets TCP.
El sitio también ofrece estadísticas detalladas basadas en los resultados de las pruebas. Estos datos han sido utilizados por numerosas publicaciones para analizar las velocidades de acceso a Internet en todo el mundo.